# This Is Love (песня Джорджа Харрисона)
«This Is Love» (с англ. — «Это любовь») — песня Джорджа Харрисона, вышедшая в 1987 году в альбоме Cloud Nine. 13 июня 1988 года песня была издана в виде третьего сингла из того же альбома. В Великобритании, сингл поднялся до 55-й позиции в UK Singles Chart.
Песня «Handle with Care» (записанная Харрисоном вместе с Джеффом Линном, Роем Орбисоном и Томом Петти в студии Боба Дилана в Санта-Монике) изначально предназначалась к выходу на стороне «Б» сингла «This Is Love». Однако лейбл Warner Bros. Records решил, что песня заслуживала большего. В результате образовался ансамбль Traveling Wilburys и песня вышла в альбоме Traveling Wilburys Vol. 1 и в виде отдельного сингла.
К песне снят музыкальный видеоклип. Съёмки проходили в городе Хане, на гавайском острове Мауи, где у Харрисона был дом. Режиссёром выступил Мортон Янкель, а производство было поручено A+R Group.
«This is Love» была включена в компиляционный альбом 2009 года Let It Roll: Songs by George Harrison.

## Участники записи
- Джордж Харрисон — вокал, гитара, слайд-гитара
- Джефф Линн — гитара, бэк-вокал, бас-гитара, клавишные
- Джим Келтнер — ударные
- Рэй Купер — бубен

## Список композиций
1. «This Is Love»
2. «Breath Away from Heaven»
3. «All Those Years Ago» (12" и CD)
4. «Hong Kong Blues» (только на CD)